# Miserey-Salines
Miserey-Salines település Franciaországban, Doubs megyében. Lakosainak száma 2660 fő (2022. január 1.). Miserey-Salines Les Auxons, Pirey és Pouilley-les-Vignes községekkel határos.

## Népesség
A település népességének változása:
| Lakosok száma | 448  | 1326 | 2096 | 2116 | 2321 | 2383 | 2502 | 2555 | 2658 | 2660 |
|               | 1968 | 1982 | 1990 | 2006 | 2013 | 2015 | 2017 | 2019 | 2020 | 2022 |